# RITCS
Het Royal Institute for Theatre, Cinema and Sound (RITCS) is een Brusselse media- en theaterschool en onderdeel van de Erasmushogeschool Brussel, een hogeronderwijsinstelling in associatie met de Vrije Universiteit Brussel. Eigen aan het RITCS is de sterke integratie van de verschillende afstudeerrichtingen: animatiefilm, beeld, documentaire, drama (regie of spel), film, geluid, montage, podiumtechnieken, production management, radio, schrijven en televisie. Naast de professioneel gerichte bacheloropleiding audiovisuele kunsten en podiumtechnieken worden ook academisch gerichte bachelors en masters aangeboden. De school bestaat uit twee campussen. De hoofdzetel in de Dansaertstraat herbergt klaslokalen, opnamestudio's, de cursusdienst, het studentensecretariaat, een café en een bioscoop. De campus Bottelarij is gericht op de opleiding drama en podiumtechnieken.

## Geschiedenis
In 1962 werd het Hoger Rijks Instituut voor Toneel en Cultuurspreiding (HRITCS) opgericht, als tegenhanger van het Franstalige Institut National Supérieur des Arts du Spectacle et des techniques de diffusion (INSAS). De eerste directeur was Rudi Van Vlaenderen. Er werden opleidingen aangeboden voor toneel (regisseur, dramaturg), film, radio en televisie, zowel artistiek als technisch, onder meer voor de voor Vlaanderen nog jonge televisie- en filmbranche. Roland Verhavert, Emile Degelin en Jo Röpcke waren de bezielers. In tegenstelling tot de conservatoria die professionele acteurs opleidden, besteedde het HRITCS vooral aandacht aan wat achter de camera gebeurde: regie, (visuele) communicatie, scenario. In de loop van de tijd is de naam verbasterd tot 'Rits'.
In 1991 werd Frank Roos directeur en later in 1995 directeur van Erasmushogeschool Brussel.
In 1994 kocht het Rits Studio Sonart in de Sint-Huibrechtsstraat 12-14 in Sint-Pieters-Woluwe als extra campus. Dit historische mediagebouw bestond uit studio's voor radio, televisie en film, bureaus, aula's, lokalen, een luistercel en montagecellen en werd aanvankelijk gebruikt door de Nationaal Instituut voor de Radio-omroep en later de Belgische Radio- en Televisieomroep.
Bij de fusieoperatie in het Vlaamse hoger onderwijs van 1995 sloot het Rits zich aan bij de Erasmushogeschool Brussel maar behield het een grote autonomie.
In 2001 werd Bert Beyens directeur. Hij besloot op vanaf 21 december campus Studio Sonart te verlaten om alles te centraliseren in campus Dansaert, met modernere studio's voor radio, televisie en film, montagecellen en postproductiecellen.
In 2013 werd Dieter Lesage directeur. In april 2015 werd aan het Rits de titel 'Koninklijk' toegekend. De raad van toezicht van de Erasmushogeschool besloot hierna de opleiding een nieuwe naam te geven die aansloot bij de verkorting van de oorspronkelijke naam: Royal Institute for Theatre, Cinema and Sound. Lesage kondigde in oktober 2015 zijn vertrek aan en werd in januari 2016 opgevolgd door Ann Olaerts.
In 2021 werd Reinhilde Weyns directeur. Zij was voordien reeds twee jaar opleidingshoofd van de masteropleiding in de audiovisuele kunsten.

## Cinema RITCS
Sinds 2011 herbergt de RITCS-campus op de Dansaertstraat een eigen bioscoop: deze is drie tot vier maal per week open is voor extern publiek. De programmatie van de bioscoop wordt voorzien door Wouter Hessels, die tevens werkzaam is als filmdocent op het RITCS. Een "Cinéclub" bestaande uit studenten kiest ook enkele films per maand voor het programma. Op 14 maart 2024 werd Cinema RITCS deel van het Belgische Cineville.

## Enkele alumni
- Ruth Beeckmans
- Wouter Bouvijn
- Evelien Broekaert
- Alex Callier
- Stijn Coninx
- Eva Daeleman
- Dorothee Dauwe
- Jan Decorte
- Guy De Pré
- Eva De Roo
- Gunther Desamblanx
- Tomas De Soete
- Alain Dessauvage
- Rik D'hiet
- Marc Didden
- Jan Eelen
- Guido Henderickx
- Joris Hessels
- Robrecht Heyvaert
- Paul Jambers
- Luc Janssen
- Lukas Lelie
- Erwin Provoost
- Philippe Ravoet
- Siska Schoeters
- Arne Sierens
- Lize Spit
- Kat Steppe
- Kenneth Taylor
- Manu Van Acker
- Miel Vanattenhoven
- Roel Van Bambost
- Sarah Vangeel
- Ivo van Hove
- Loïc Van Impe
- Erik Van Looy
- Hans Van Nuffel
- Lynn Van Royen
- Annelies Verbeke
- Jakob Verbruggen